# Amaliens Erholungsstunden

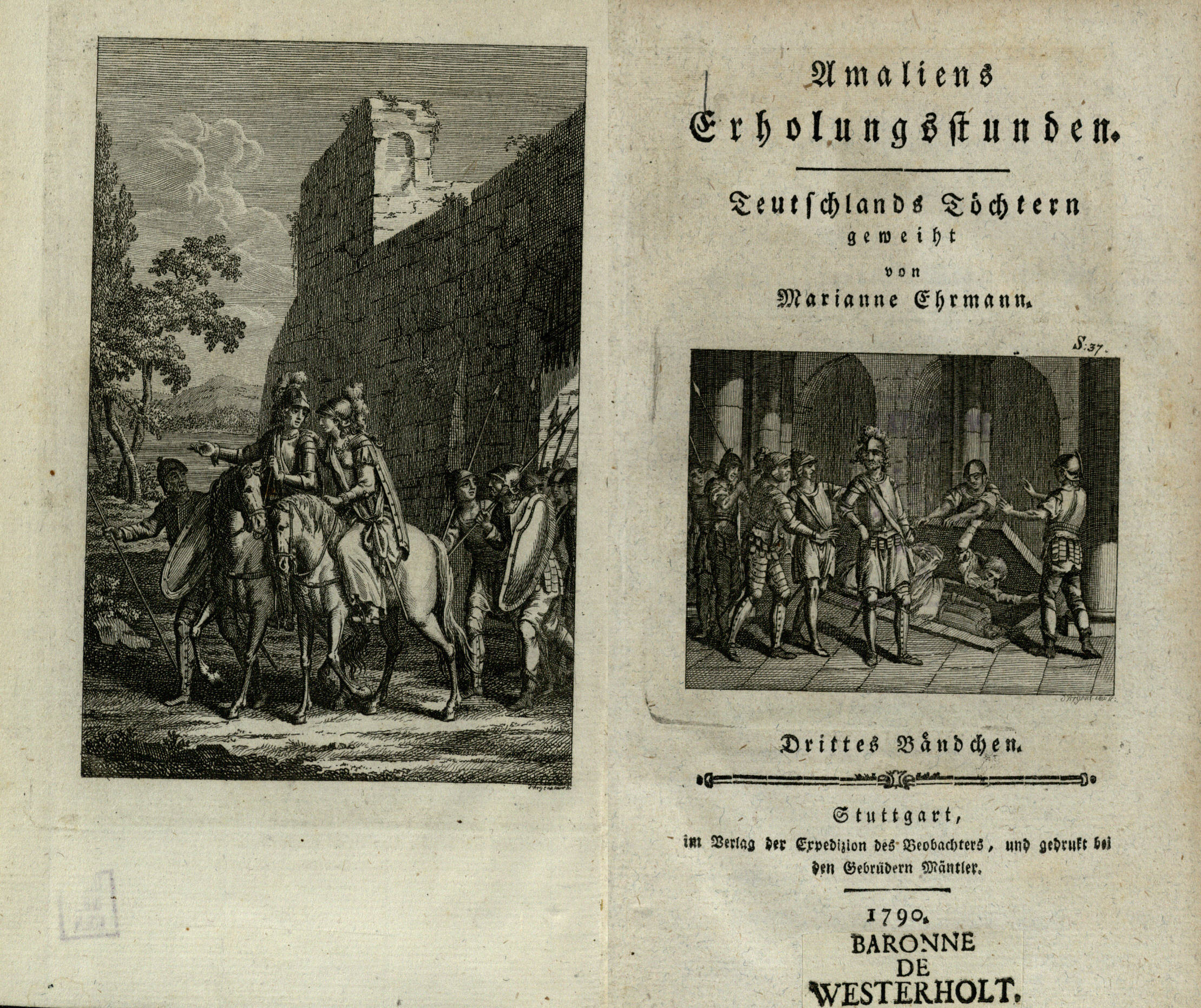
Amaliens Erholungsstunden, 1790

Amaliens Erholungsstunden. Teutschlands Töchtern geweiht war eine der ersten deutschen Frauenzeitschriften. Sie wurde von Marianne Ehrmann in Stuttgart von 1790 bis 1792 herausgegeben.

## Geschichte

### Gründung
Die schweizerische Schriftstellerin Marianne Ehrmann lebte mit ihrem Mann Theophil Ehrmann seit 1788 in Stuttgart. Anfang 1790 gründeten beide dort die Frauenzeitschrift Amaliens Erholungsstunden. Diese  war die dritte deutsche Frauenzeitung, die mit der namentlichen Nennung einer Herausgeberin erschien, nach Pomona von Sophie von La Roche und Flora (1788–1790) von Caroline Friederike von Kamiensky. Der Titel entstand nach dem erfolgreichen Briefroman Amalie von Marianne Ehrmann. 
Die Zeitschrift erschien monatlich, sie hatte etwa 96 Seiten im kleinen Oktavformat und enthielt zwischen 8 und 14 Artikeln.

### Inhalt
Marianne Ehrmann wollte mit ihren Texten  Anregungen für ein besseres alltägliches Leben von Frauen geben. Dazu führte sie häufiger deren charakterliche Schwächen auf. Ihre scharfen fast satirischen Beobachtungen betrafen ebenso die Männer. Diese seien vor allem an dummen und gefügigen Frauen interessiert, was zu deren Situation führe.
Marianne Ehrmann legte ihren Fokus auf eine vernünftige Haushaltsführung. Die Frau sollte eine gute Mutter, Ehefrau und Hausfrau sein. Dazu gehöre auch Bildung, aber nicht in akademischer Ausrichtung. Dieses führe nur zu einem größeren Streitpotential mit Männern, die nur schwer Kritik an ihren Ansichten ertrügen. Romantische Romane spiegelten den Leserinnen oft eine falsche Realität vor und erschwere ihnen damit die Beziehungen im realen Leben.
Die Zeitschrift enthielt erfundene und wahre Berichte, Erzählungen, Gedichte, Briefe von tatsächlichen oder fiktiven Lesern und Leserinnen, sowie ein Stellengesuch eines Dienstmädchens, erstmals in einer deutschen Zeitschrift. Theophil Ehrmann verfasste Artikel über neueste politische Ereignisse, Geschichte, sowie über andere Länder und Sitten.

### Weitere Entwicklung
Nach einem halben Jahr gab es etwa 400 Subskribenten, nach einem Jahr betrug die Auflage 1000 Stück. Die meisten Leserinnen waren aus dem Herzogtum Württemberg und angrenzenden Territorien.
Die Zeitschrift Amaliens Erholungsstunden erschien anfangs im Verlag Expedition des Beobachters in Stuttgart. Seit Mitte 1791 ließen Marianne und Theophil Ehrmann sie im bekannten Cotta-Verlag herausgeben. Dieser griff jedoch bald in die Konzeption ein, er ergänzte eigene Artikel mit seichteren Inhalten, druckte vorgesehene Texte nicht ab und veränderte  Buchrezensionen. Die Beiträge von Marianne Ehrmann verloren ihre zugespitzte Schärfe, Theophil Ehrmann veröffentlichte bald gar keine Texte mehr.

### Einstellung
Mit der Oktoberausgabe 1792 endete die Zusammenarbeit.  Die Zeitschrift erschien nun nur noch durch den Cotta-Verlag  mit dem Titel als Amaliens Erholungsstunde, nicht von Marianne Ehrmann. Seit 1793 war hieß sie Flora. 
Marianne Ehrmann gab Anfang 1793 eine neue Zeitschrift Die Einsiedlerin aus den Alpen heraus, mit dem bisherigen Konzept und Erscheinungsformat. Sie musste ihre Subskribentenliste allerdings neu aufbauen. 1794 stellte diese Zeitschrift ihr Erscheinen ein.